# 东陈镇 (蒲城县)
东陈镇是中国陕西省渭南市蒲城县下辖的一个镇，2011年并入孙镇。

## 行政区划
东陈镇下辖以下行政区：
镇中路居委会、焦庄村、钟家寨村、白起寺村、郭庄村、东陈庄村、尧堡村、刘家庄村、付家庄村